# Acetato di magnesio
L'acetato di magnesio  è il sale di magnesio dell'acido acetico. Si trova prevalentemente in forma tetraidrata.
A temperatura ambiente si presenta come un solido bianco inodore.